# Nicolas-Charles Bochsa
Robert Nicolas-Charles Bochsa (9. srpna 1789 Montmédy, Francie – 6. ledna 1856 Sydney Austrálie) byl francouzský harfeník, hudební skladatel, dirigent, divadelní režisér, ale také padělatel a podvodník.

## Život
Narodil se 9. srpna 1789 ve francouzské městě Montmédy v Lotrinsku jako syn hobojisty, flétnisty, klarinetisty a hudebního skladatele Charlese Bochsy, který pocházel z Čech. Již v osmi letech hrál veřejně své první klavírní skladby a v orchestru opery v Lyonu hrál na harfu, housle, violoncello, hoboj a tympány. Ve dvanácti letech zkomponoval symfonii a několik baletů, v šestnácti letech operu Trajan na počest Napoleonovy návštěvy v Lyonu. Na Napoleonovu přímluvu byl vyslán na pařížskou konzervatoř, kde se soustředil zejména na hru na harfu.
V roce 1813 začal učit na harfu císařovnu Josefínu a později i její následnici Marii Luisu. Hra na harfu tak stala mezi pařížskými dámami módní záležitostí. Pád Napoleona a restaurace Bourbonů neměly žádný vliv na Bochsovo postavení. Stal se harfeníkem jak u krále Ludvíka XVIII., tak u jeho syna Karla Ferdinanda, vévody de Berry. Velmi rozšířenou se stala jeho škola hry na harfu Nouvelle méthode de harpe, op.60.
V roce 1817 byl obžalován z padělání podpisů významných osobností a podvodů. Unikl do Anglie, ale v nepřítomnosti byl odsouzen k pokutě 4 000 franků a 12 letům vězení. Proto se pak po celý zbytek života Francii vyhýbal. V Anglii byl však uvítán jako významná osobnost a stal se vyhledávaným učitele hry na harfu. V roce 1822 se stal profesorem a generálním sekretářem Královské akademie hudby. Toto místo však musel opustit po veřejných útocích na jeho charakter. V letech 1826–1832 byl dirigentem Královského divadla (King's Theatre).
V roce 1839 Boscha utekl se sopranistkou Annou Bischopovou, manželkou Sira Henryho Bishopa. Po několik let cestovali po Evropě a Americe, až 3. prosince 1855 přijeli do Sydney v Austrálii. V té době již byl vážně nemocen, trpěl vodnatelností. 22. prosince ještě řídil orchestr a doprovázel na klavír Annu Bischopovou, ale již neměl sílu hrát na harfu. Jeho stav se zhoršil a 6. ledna 1856 zemřel v Sydney v hotelu Royal. Byl pohřben s velkou slávou na hřbitově Camperdown, kde sbor zpíval Requiem, které Boscha dokončil tři dny před svou smrtí.

## Dílo (výběr)

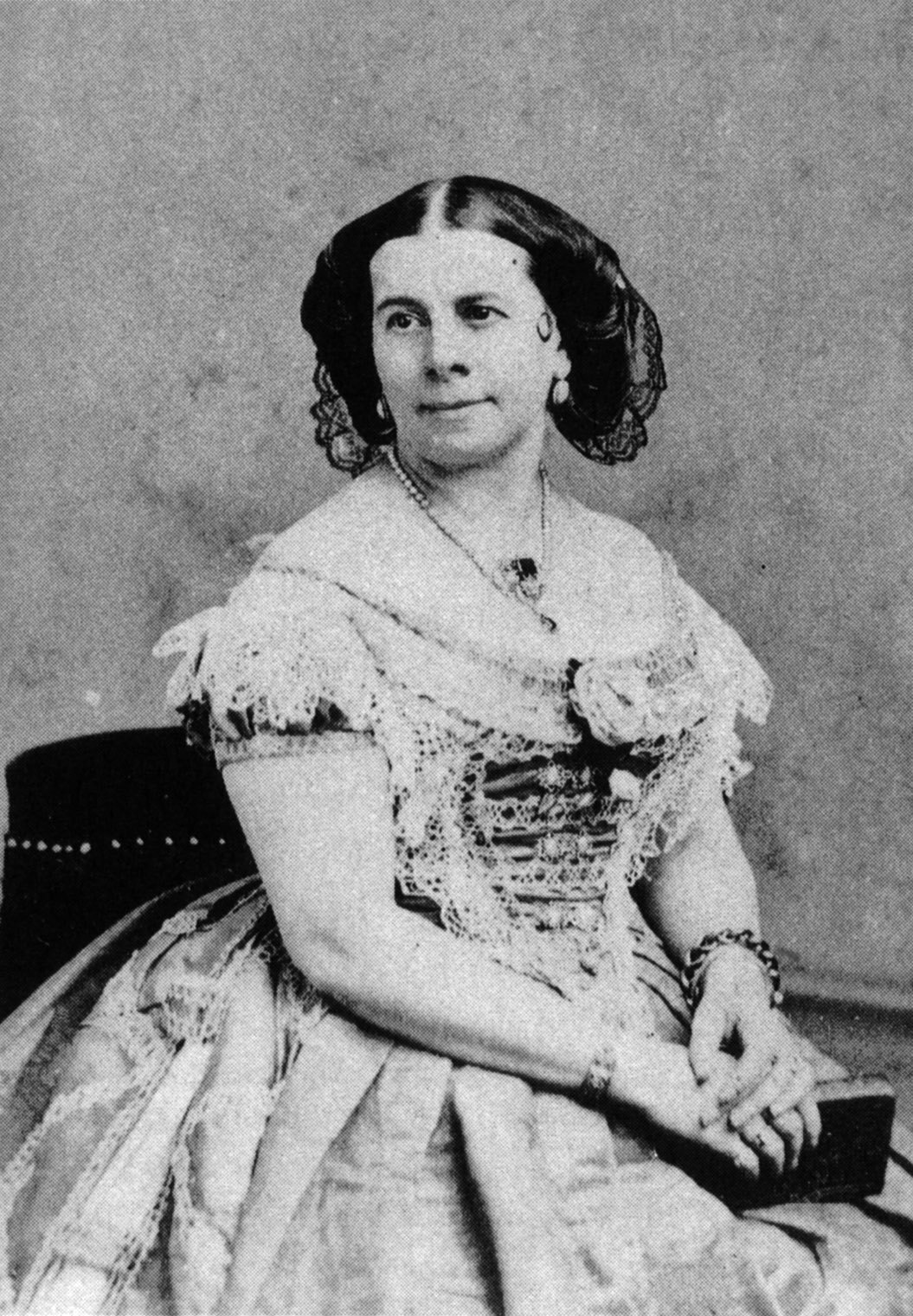
Anna Bischopová

Bochsa byl velmi plodný skladatel. Jeho skladby nepostrádaly originalitu, ale kromě skladeb pro harfu jsou dnes téměř zapomenuty.

### Jevištní díla
- Le Retour de Trajan ou Rome triomphante, intermède (1805, Lyon)
- La Dansomanie, balet (1806, Bordeaux)
- Le Déluge universel, oratorium (1806, Bordeaux)
- Requiem à la mémoire de Louis XVI pour chœur d'hommes et instruments à vent, dédié à Louis XVIII (Basilique Saint-Denis, Paříž)
- L'Héritier de Paimpol, opéra-comique (1813, Opéra-Comique, Paříž)
- Les Héritiers Michau ou le Moulin de Lieursain, opéra-comique (1814, Opéra-Comique)
- Alphonse d'Aragon, opéra-comique(1814, Opéra-Comique)
- Le Roi et la Ligue ou la Ville assiégée, opéra-comique (1815, Opéra-Comique)
- Les Noces de Gamache, opéra-comique (1815, Opéra-Comique)
- La Lettre de change, opéra-comique (1815, Opéra-Comique)
- Un mari pour étrennes, opéra-comique (1816, Opéra-Comique)
- Justine ou la Cruche cassée, balet (1825,Londýn)
- Le Temple de la Concorde, balet (1825, Londýn)
- La Naissance de Vénus, balet (1826, Londýn)
- Le Corsaire, balet (1837, Londýn)

### Skladby pro harfu
- Grand Sonata, op.5
- Concerto pour harpe et orchestre no 1 en ré mineur, op. 15
- Duo pro dvě harfy, op.19
- 25 Exercices-études, op.62
- Divertissement, op.82
- Impromptu sacrée, op.200
- Elegant Extracts for the Harp
- 50 leçons progressives pour la harpe
- 3 Sonates progressives
- The Harp Preludist